# Koszmosz–166
A Koszmosz–166 (oroszul: Космос–166) szovjet DSZ–U3–SZ típusú napkutató műhold. A DSZ–U3–SZ típus első indítása volt.

## Küldetés
Feladata a Nap rövidhullámú sugárzásának és a világűr röntgen-háttérsugárzásának vizsgálata.

## Jellemzői
A dnyipropetrovszki Juzsnoje tervezőirodában (OKB–586) kifejlesztett és épített műhold. Üzemeltetője a Szovjet Tudományos Akadémia volt.
1967. június 16-án a Kapusztyin Jar rakétakísérleti lőtérről a Majak–2 indítóállásából  Koszmosz–2M (63SZ1) típusú hordozórakétával juttatták pályára. Az orbitális egység alacsony Föld körüli pályán teljesített szolgálatot. A 92,84 perces, 48,43°-os hajlásszögű, elliptikus pálya elemei: perigeuma 281 kilométer, apogeuma 533 kilométer volt. Hasznos tömege 357 kilogramm. Háromtengelyesen, Napra orientált típus.
A sorozat felépítését, szerkezetét, alapvető fedélzeti rendszereit tekintve egységesített, szabványosított tudományos-kutató űreszköz. Áramforrása kémiai, illetve a körkörösen elhelyezett 8 napelemtábla energia-hasznosításának kombinációja (kémiai akkumulátorok, napelemes energiaellátás – földárnyékban puffer-akkumulátorokkal).
Felépítését tekintve két félgömbbel lezárt hengeres test. A felső félgömbben helyezték el a tudományos készülékeket (diffrakciós spektrométer, röntgentartományban működő Nap-leképező készülék, röntgenszámláló), külső felületén az érzékelőket. A hengeres részben a szolgálati egységeket (programvezérlő, adatrögzítő, telemetria). A hátsó félgömbben az energiaellátást biztosító kémiai akkumulátorok kaptak helyet. Külső felületén helyezték el az érzékelőket. Az egyenletes belső hőmérsékletet cirkuláló gáz (nitrogén) biztosította. A hőegyensúlyt sugárzáselnyelő anyaggal, illetve zsalus radiátorral biztosították.
1967. október 25-én, 131 napos szolgálatát követően belépett a légkörbe és megsemmisült.